# Corbaccio
Corbaccio è una casa editrice italiana con sede a Milano.

## Storia
Fu fondata nel 1918 da Paolo Nobile e Aristide Raimondi.
Il 10 dicembre 1923 Enrico Dall'Oglio acquistò il marchio. Pubblicò dapprima opere di saggistica e politica (Reliquie di Matteotti nella collana "Confessioni e Battaglie" e La democrazia di Amendola nella collana "Res Publica") e successivamente di narrativa.
Nel 1932 rilevò dalla Casa Editrice Modernissima la prestigiosa collana "Scrittori di tutto il mondo", diretta da Gian Dàuli (pseudonimo di Ugo Nalato), i cui libri costavano attorno a 10 lire.
Altre collane importanti della Corbaccio furono i "Corvi" e la "Collana Storica".
Nel 1940 al nome Corbaccio fu aggiunto dall'Oglio. Alla morte del fondatore (1966), la casa editrice passò al figlio Andrea, che concluse le opere complete di Italo Svevo.
Nel 1992 la casa editrice fu acquistata dalla Longanesi e riprese il nome originale Corbaccio (catalogo consultabile sul sito www.corbaccio.it), mentre il nome dall'Oglio rimane di proprietà della famiglia.
Nel 2005, a seguito di un accordo tra le famiglie Spagnol e Mauri, il gruppo editoriale, comprendente Corbaccio, Garzanti, Guanda, Longanesi, Nord, Ponte alle Grazie, Salani, TEA, Vallardi e ProLibro, assunse il nome di Gruppo Editoriale Mauri Spagnol (o GeMS).
Il logo o marca editoriale è un corvo nero con ali spiegate che tiene nel becco un libro, realizzato da Mario Bazzi.

## Scrittori di tutto il mondo
Collana principale della casa editrice in ambito letterario, fece una prima apparizione presso la piccola casa editrice Modernissima, diretta da Gian Dauli. Collana e direttore vennero rilevati nel 1932 e la si rilanciò con successivi nuovi titoli, tra cui la prima traduzione di Viaggio al termine della notte di Céline, la ristampa di Italo Svevo dopo le edizioni auto-finanziate presso la Vram di Trieste e la Cappelli di Bologna e qualche Premio Nobel.

### Titoli della collana
"Modernissima" (1928-1932)
- 1. Alfred Neumann, Il diavolo (Der Teufel)
- 2. Radclyffe Hall, Il pozzo della solitudine (The Well of Loneliness)
- 3. Lion Feuchtwanger, Süss l'ebreo (Jud Süß)
- 4. John W. Vandercook, Sua Maestà nera (Black Majesty)
- 5. Georges Bernanos, Sotto il sole di Satana (Sous le soleil de Satan)
- 6. Arthur Schnitzler, La signorina Elsa (Fräulein Else)
- 7. Carl Van Vechten, Il paradiso dei negri (Nigger Heaven)
- 8. Lion Feuchtwanger, La brutta duchessa (Die häßliche Herzogin)
- 9. Arthur Schnitzler, Teresa - Cronaca d'una vita di donna (Therese: Chronik eines Frauenlebens)
- 10. Michael Arlen, Il cappello verde (The Green Hat)
- 11. Thornton Wilder, Il ponte di San Luis Rey (The Bridge of San Luis Rey)
- 12. Joan Lowell, La figlia del mare (Cradle of the Deep)
- 13. Claude McKay, Ritorno ad Harlem (Home to Harlem)
- 14. Alessandro Sytin, Il Pastore delle stirpi (Пастырь племён)
- 15. Alfred Döblin, Berlin Alexanderplatz (Berlin Alexanderplatz)
- 16. Alfred Neumann, Il patriota - Re Haber (Der Patriot)
- 17. Sinclair Lewis, Babbitt (Babbitt)
- 18. Jakob Wassermann, Il caso Maurizius (Der Fall Maurizius)
- 19. Thomas Mann, La montagna incantata (Der Zauberberg)

"Corbaccio" (1932-1943)
- 20. John Dos Passos, Manhattan Transfer (Manhattan Transfer)
- 21. Radclyffe Hall, La stirpe di Adamo (Adam's Breed)
- 22. Arthur Schnitzler, Fuga nelle tenebre (Flucht in die Finsternis)
- 23. Jakob Wassermann, Etzel Andergast (Etzel Andergast)
- 24. Thornton Wilder, La cabala (The Cabala)
- 25. Lajos Zilahy, Due prigionieri (Két fogoly)
- 26. Stefan Zweig, Sovvertimento dei sensi (Verwirrung der Gefühle)
- 27. Lion Feuchtwanger, Successo (Erfolg)
- 28. Nicola Nikitin, La spia bianca
- 29. Lajos Zilahy, Qualcosa galleggia sull'acqua (Valami lebeg a víz színén)
- 30. Guy Mazeline, I lupi (Les Loups)
- 31. Louis-Ferdinand Céline, Viaggio al termine della notte (Voyage au bout de la nuit)
- 32. Joseph Hergesheimer, Tampico (Tampico)
- 33. Lajos Zilahy, Il disertore (A szökött katona)
- 34. Ernst Weiss, Giorgio Letham, medico e assassino (Georg Letham. Arzt und Mörder)
- 35. Hermann Kesten, Il ciarlatano (Der Scharlatan)
- 36. Ludwig Lewisohn, Il popolo senza terra (The Last Days of Shylock)
- 37. Guido Stacchini, Il naufragio dell'Europa IV
- 38. Erich Ebermayer, Tempeste a Odilienberg (Kampf um Odilienberg)
- 39. Murasaki Shikibu, Il principe Genji (Genji Monogatari)
- 40. John Cowper Powys, Estasi (Wolf Solent)
- 41. Rahel Sanzara, È scomparsa una bambina (Das verlorene Kind)
- 42. Louis Golding, Via della Magnolia (Magnolia Street)
- 43. Jakob Wassermann, La terza esistenza di Giuseppe Kerkhoven (Joseph Kerkhovens dritte Existenz)
- 44. Italo Svevo, La coscienza di Zeno
- 45. Frigyes Karinthy, Viaggio intorno al mio cranio (Utazás a koponyám körül)
- 46. Hugh Walpole, Gli spensierati Delaney (The Joyful Delaneys)
- 47. R. Hernekin Baptist, Cervo selvaggio
- 48. Howard Spring, Figlio!... Figlio mio!... (My Son, My Son!)
- 49. Miklós Surányi, Un popolo solo (Egyetlen nép)
- 50. Hugh Walpole, Vanessa
- 51. Arnold Bennett, Albergo imperiale (Imperial Palace)
- 52. Hugh Walpole, Il ribaldo (The Rogue Herries)
- 53. Ferenc Herczeg, Il ribelle (Az ellenállhatatlan)
- 54. George R. Stewart, La bianca dama della California (Storm)
- 55. Ehm Welk, Il grande ordine (Die Heiden von Kummerow)
- 56. Mirko Jelusich, Don Giovanni
- 57. Hugh Walpole, Giuditta Paris (Judith Paris)
- 58. Aldous Huxley, Passo di danza (Antic Hay)
- 59. Hugh Walpole, La fortezza (Fortitude)
- 60. William von Simpson, I Barring
- 61. Xavier Herbert, Velluto nero (Capricornia)
- 62. Phyllis Bentley, E poi si ricomincia (Inheritance)
- 63. William von Simpson, Il nipote

## I Corvi (1933 - 1939)
Prima collana tascabile italiana, fondata nel 1933, fu divisa per argomenti in diverse sezioni, con copertina di colore relativo. I libri vennero lanciati al prezzo di 5 lire e riportavano il motto "Io sono piccolo ma crescerò".

### Titoli della collana
- 1. Lajos Zilahy, Primavera mortale (Halálos tavasz) (scarlatta, 1)
- 2. Il'ja Ėrenburg, L'amore di Gianna Ney (Любовь Жанны Ней) (scarlatta, 2)
- 3. John Galsworthy, Il fiore oscuro (The Dark Flower) (scarlatta, 3)
- 4. Charles Baudelaire, I paradisi artificiali (Les Paradis artificiels) (avorio, 1)
- 5. Poggio Bracciolini, Facezie (Facetiae) (avorio, 2)
- 6. Albert Savine, Prigioni di Francia sotto il Terrore (verde, 1)
- 7. Laurids Bruun, Le isole dell'incanto (De fortryllede Øer) (oltremare, 1)
- 8. Nino Salvaneschi, Consolazioni (oro, 1)
- 9. Nino Salvaneschi, Breviario della felicità (oro, 2)
- 10. Arthur Schnitzler, La signorina Elsa (Fräulein Else) (scarlatta, 4)
- 11. James Joyce, Gente di Dublino (Dubliners) (scarlatta, 5)
- 12. Arthur Schnitzler, Verso la liberazione (Der Weg ins Freie) (scarlatta, 6)
- 13. Jacques Chardonne, Eva o il diario interrotto (Éva ou le journal interrompu) (scarlatta, 7)
- 14. Thomas Mann, Altezza reale (Königliche Hoheit) (scarlatta, 8)
- 15. William Somerset Maugham, Il mago (The Magician) (gialla, 1)
- 16. Leonida Répaci, Galoppata nel sole (scarlatta, 9)
- 17. D. H. Lawrence, Il pavone bianco (The White Peacock) (scarlatta, 10)
- 18. Charlotte Mary Yonge, Storia d'una rondinella (The Story of a Short Life) (rosa, 1)
- 19. Jean Tharaud e Jérôme Tharaud, L'ombra della croce (L'Ombre de la Croix) (nera, 1)
- 20. Umberto Morucchio, La vetrina delle bambole parlanti (viola, 1)
- 21. D. H. Lawrence, Di contrabbando (The Trespasser) (scarlatta, 11)
- 22. Guido da Verona, Il libro del mio sogno errante (oltremare, 2)
- 23. Jakob Wassermann, Gli ebrei di Zirndorf (Die Juden von Zirndorf) (nera, 2)
- 24. Angelo Frattini, Due donne per un uomo (viola, 2)
- 25. Guido da Verona, Yvelise (scarlatta, 12)
- 26. Katherine Mansfield, Diario (Journal) (scarlatta, 13)
- 27. George Bernard Shaw, Il vincolo irrazionale (The Irrational Knot) (scarlatta, 14)
- 28. Axel Munthe, Vagabondaggio (Vagabondages) (scarlatta, 15)
- 29. Ernst Weiss, Musica a Praga (Musik in Prag) (scarlatta, 16)
- 30. Alberto Moravia, Gli indifferenti (scarlatta, 17)
- 31. Joseph Hergesheimer, Lo scialle di Manilla (The Manila Shawl) (oltremare, 3)
- 32. Gian Dauli, L'ultimo dei Gastaldon (scarlatta, 18)
- 33. Paolo Zappa, La legione straniera (oltremare, 4)
- 34. Jean Guiraud, L'inquisizione medioevale (verde, 2)
- 35. Michael Gold, Ebrei senza denaro (Jews Without Money) (nera, 3)
- 36. D. H. Lawrence, La fanciulla perduta (The Lost Girl) (scarlatta, 19)
- 37. Hedwig Courths-Mahler, Perdonami, Lori! (Vergib mir, Lore! ) (rosa, 2)
- 38. Jerome K. Jerome, Tre uomini in barca (per non parlar del cane) (Three Men in a Boat (To Say Nothing of the Dog)) (viola, 3)
- 39. Nino Salvaneschi, Il tormento di Chopin (verde, 3)
- 40. Franz Werfel, Anniversario (Anniversary) (scarlatta, 20)
- 41. Jakob Wassermann, Gli anni perduti - Eugenio Faber (Faber oder die verlorenen Jahre) (scarlatta, 21)
- 42. Paul Deschanel, Gambetta (verde, 4)
- 43. Nino Salvaneschi, Sirenide. Il romanzo di Capri (oltremare, 5)
- 44. Angelo Frattini, La donna su misura (viola, 4)
- 45. Ramón Gómez de la Serna, Il dottore inverosimile (El doctor inverosímil) (viola, 5)
- 46. Miguel de Unamuno, Commento alla vita di Don Chisciotte (Vida de Don Quijote y Sancho) (argento, 1)
- 47. Gualtiero Guatteri, I bastardi di Napoleone (verde, 5)
- 48. Panteleimon Romanov, Le nuove tavole della legge (Новые скрижали) (scarlatta, 22)
- 49. Angelo Frattini, Marito e moglie modello (viola, 6)
- 50. Paolo Zappa, Fra i lebbrosi (verde, 6)
- 51. Giovanni Rajberti, Il gatto (argento, 2)
- 52. Ferenc Molnár, I ragazzi della via Pál (A Pál utcai fiúk) (grigioperla, 1)
- 53. Emilio Cecchi, L'osteria del cattivo tempo (argento, 3)
- 54. Luigi Tonelli, Manzoni (argento, 4)
- 55. Jack London, Il richiamo della foresta (The Call of the Wild) (grigioperla, 2)
- 56. Léon Frapié, La maternelle (grigioperla, 3)
- 57. John Galsworthy, Il patrizio (The Patrician) (scarlatta, 23)
- 58. Ernest Renan, Vita di Gesù (Vie de Jésus) (oro, 3)
- 59. Ernest Renan, Gli Apostoli (Les Apôtres) (oro, 4)
- 60. Édouard Schuré, La sacerdotessa d'Iside (scarlatta, 24)
- 61. Henri Bergson, L'evoluzione creatrice (L'Évolution créatrice) (argento, 5)
- 62. Luigi Tonelli, Il teatro contemporaneo italiano (argento, 6)
- 63. John Galsworthy, Al di là... (Beyond) (scarlatta, 25)
- 64. Paolo Zappa, Date posizione! (grigioperla, 4)
- 65. Frances Hodgson Burnett, Il piccolo Lord (Little Lord Fauntleroy) (grigioperla, 5)
- 66. Giuseppe Rensi, Paradossi d'estetica (argento, 7)
- 67. Eucardio Momigliano, Federico II di Svevia (verde, 7)
- 68. John Locke, Pensieri sull'educazione (Some Thoughts Concerning Education) (rosa, 3)
- 69. Luigi Tonelli, Tormento (scarlatta, 26)
- 70. Jakob Wassermann, Le maschere di Erwin Reiner (Die Masken Erwin Reiners) (scarlatta, 27)
- 71. Maria Di Borio, Ricominciare (oro, 5)
- 72. Achille Campanile, Ma che cosa è quest'amore? (viola, 7)
- 73. Bice Baravelli Ruffoni, Anna d'Austria (verde, 8)
- 74. Guido Stacchini, Vera storia di Don Giovanni (scarlatta, 28)
- 75. John Galsworthy, Il possidente (The Man of Property) (scarlatta, 29)
- 76. John Galsworthy, In tribunale (In Chancery) (scarlatta, 30)
- 77. Aldous Huxley, Limbo (scarlatta, 31)
- 78. Henri Béraud, Il martirio dell'obeso (Le Martyre de l'obèse) (viola, 8)
- 79. Paul Bourget, Terra promessa (La Terre promise) (scarlatta, 32)
- 80. Johannes Jørgensen, Pellegrinaggi francescani (Franciscus af Assisi) (oro, 6)
- 81. Italo Svevo, Senilità (scarlatta, 33)
- 82. François Mauriac, Il fanciullo incatenato (Le Baiser au lépreux) (scarlatta, 34)
- 83. André Maurois, Né angelo né bestia (Ni ange ni bête) (scarlatta, 35)
- 84. Vittorio Emanuele Bravetta, Lucullo (verde, 9)
- 85. Knut Hamsun, Victoria (scarlatta, 36)
- 86. Italo Svevo, Una vita (scarlatta, 37)
- 87. Italo Svevo, La novella del buon vecchio e della bella fanciulla (scarlatta, 38)
- 88. Alfredo Mori, L'oratorio di Postella (scarlatta, 39)
- 89. Corrado Barbagallo, L'oro e il fuoco (argento, 8)
- 90. Bruno Cassinelli, Il re dei fiammiferi (verde, 10)
- 91. Mark Twain, Le avventure di Tom Sawyer (The Adventures of Tom Sawyer) (viola, 9)
- 92. Fred Eggarter, Guglielmo Tell (verde, 11)
- 93. Henri Murger, La bohème (Scènes de la vie de bohème) (scarlatta, 40)
- 94. Maksim Gor'kij, Il libro degli uomini russi (Сказки об Италии) (scarlatta, 41)
- 95. Albert Londres, I forzati della Guiana (Au bagne) (oltremare, 6)
- 96. Victorien Sardou, La Tosca (grigioperla, 6)
- 97. Arturo Lanocita, Quella maledettissima sera (gialla, 2)
- 98. George Gordon Byron, Don Giovanni (Don Juan) (avorio, 3)
- 99. Giuseppe Rensi, Autobiografia intellettuale (argento, 9)
- 100. Eduardo Mallea, La città sul fiume immobile (La ciudad junto al río inmóvil) (scarlatta, 42)